# Camp-Rodó
Camp-Rodó o Campredó és una partida de l'Horta de Lleida. Limita al nord amb el terme municipal de Torrefarrera, a l'est i al sud amb Cunillars i a l'oest amb Canet. És una zona amb molt poca població dedicada principalment al cultiu d'arbres fruiters. La partida és travessada d'est a oest per l'Autovia del Nord-est, i des de principi del Segle XX es veu destorbada per la presència del polígon industrial del mateix nom, també conegut com de Torrefarrera. Si bé no disposa de transport públic propi, la línia municipal de Lleida número 8 Balàfia - Gualda hi arriba a prop.
|       | Torrefarrera |           |
| Canet |              |           |
|       |              | Cunillars |